# Gianluigi Donnarumma
Gianluigi Donnarumma (phát âm tiếng Ý: [dʒanluˈiːdʒi ˌdɔnnaˈrumma]; sinh ngày 25 tháng 2 năm 1999) là một cầu thủ bóng đá chuyên nghiệp người Ý hiện đang thi đấu ở vị trí thủ môn cho câu lạc bộ Premier League Manchester City và là đội trưởng của đội tuyển bóng đá quốc gia Ý. Anh được đánh giá là một trong những thủ môn xuất sắc nhất thế giới trong thế hệ của mình.
Anh bắt đầu sự nghiệp của mình với Milan vào năm 2015, trở thành thủ môn trẻ thứ hai từng ra mắt Serie A, khi mới 16 tuổi 242 ngày; sau đó anh có mặt trong đội hình xuất phát và được coi là thủ môn trẻ triển vọng nhất thế giới vào thời điểm đó. Mùa hè năm 2021, Donnarumma chuyển đến Paris Saint-Germain theo dạng chuyển nhượng tự do sau khi vô địch UEFA Euro 2020 cùng đội tuyển Ý.
Anh cũng phá kỷ lục là cầu thủ trẻ nhất từng thi đấu tại đội tuyển U21 Ý khi mới 17 tuổi 28 ngày vào tháng 3 năm 2016. Sáu tháng sau, anh có trận ra mắt trong một trận thi đấu quốc tế, trở thành thủ môn trẻ nhất từng khoác áo đội tuyển Ý khi mới 17 tuổi 189 ngày. Donnaruma đã thi đấu cho đội tuyển quốc gia Ý tại UEFA Euro 2020 và giành danh hiệu cầu thủ xuất sắc nhất giải. Anh cũng đại diện cho đất nước tham dự UEFA Euro 2024 và giành ngôi á quân tại Finalissima 2022.

## Sự nghiệp câu lạc bộ

### Milan

#### 2003–2015: Đội trẻ
Donnarumma lớn lên trong học viện bóng đá của ASD Club Napoli ở Castellammare di Stabia kể từ năm 2003. Năm 2013, ở tuổi 14, anh được Milan ký hợp đồng với giá 250.000 euro. Milan cũng chính là đội bóng mà anh trai của anh, Antonio, đã từng thi đấu. Từ năm 2013 đến 2015, anh là một phần của học viện trẻ Rossoneri, nơi anh luôn chơi ở nhóm tuổi cao hơn, bắt đầu với Giovanissimi, sau đó là Allievi và cuối cùng là Primavera. Ba ngày trước sinh nhật thứ 16 của mình, vào tháng 2 năm 2015, Donnaruma lần đầu tiên được huấn luyện viên Filippo Inzaghi gọi vào đội một; Mặc dù Donnaruma không góp mặt trong trận đấu với Cesena ở giải VĐQG, nhưng sự hiện diện của anh trên băng ghế dự bị chứng tỏ sự quan tâm đặc biệt do tuổi của anh khi đó quá trẻ. Vào tháng 3 năm 2015, Donnarumma ký hợp đồng chuyên nghiệp đầu tiên với Milan, có hiệu lực từ ngày 1 tháng 7 năm 2015 đến ngày 30 tháng 6 năm 2018.

#### 2015–16: Gia nhập đội hình chính
Donnarumma được đưa lên đội hình một của Milan lần đầu tiên bởi huấn luyện viên Filippo Inzaghi trong mùa giải 2014-15 nhưng không được ra sân. Tháng 7 năm 2015, anh được tân huấn luyện viên Siniša Mihajlović chọn vào đội hình du đấu trước mùa giải ở Trung Quốc với Inter Milan và Real Madrid. Ngày 30 tháng 7 năm 2015, anh có trận đấu đầu tiên cho Milan khi vào sân thay cho thủ môn Diego López ở phút 72 trận gặp Real Madrid và giữ sạch lưới ở những phút còn lại của trận đấu. Tuy nhiên ở loạt sút luân lưu sau đó, anh là một trong hai cầu thủ của Milan đá hỏng phạt đền khiến Milan bại trận với tỉ số luân lưu 10-9.
Ngày 25 tháng 10 năm 2015, Donnarumma có trận đấu chính thức đầu tiên cho Milan khi có mặt trong đội hình chính thức ở trận đấu với Sassuolo. Anh được chọn bắt chính thay cho Diego López sau khi Milan trải qua chuỗi ba trận không thắng tại Serie A. Donnarumma chơi trọn 90 phút và để thủng lưới một bàn sau cú đá phạt của Domenico Berardi nhưng chung cuộc Milan đã giành thắng lợi 2-1. Việc được ra sân trong trận này cũng giúp anh trở thành thủ môn trẻ nhất từng ra sân trong đội hình xuất phát tại Serie A khi mới 16 tuổi, 8 tháng và 6 ngày. Ba ngày sau đó, Donnarumma có lần đầu tiên giữ sạch lưới trong một trận đấu chính thức, trong chiến thắng 1-0 của Milan trước Chievo Verona. Sau ba trận liên tiếp chiến thắng khi Donnarumma đứng trong khung thành, Milan may mắn có được 1 điểm trước Atalanta trong một trận đấu mà Donnarumma đã thi đấu rất xuất sắc và được tờ báo Gazzetta dello Sport khen ngợi là đã "tạo ra phép màu". Phong độ ấn tượng ở năm đầu ra mắt Milan giúp anh có được vị trí trong top 25 cầu thủ trẻ dưới 21 tuổi xuất sắc nhất thế giới do tạp chí Don Balón bình chọn.

#### 2016–2021: Trở thành thủ môn chính thức
Từ đầu năm 2016, Donnarumma đã khẳng định được vị trí thủ môn số một của mình tại AC Milan. Tháng 3 năm 2016, anh gia hạn hợp đồng thêm 3 năm với AC Milan. Donnarumma có màn trình diễn xuất sắc trong trận derby thành Milan với Inter Milan, trận đấu mà đội bóng của anh đã giành chiến thắng 3-0. Ngày 21 tháng 5 năm 2016, Donnarumma thi đấu trọn vẹn 120 phút trận Chung kết Coppa Italia 2016 và Milan đã để thua Juventus với bàn thắng duy nhất ở hiệp phụ thứ hai.

### Paris Saint-Germain
Vào ngày 15 tháng 7 năm 2021, Donnarumma đã ký vào bản hợp đồng có thời hạn 5 năm với câu lạc bộ Paris Saint-Germain, với mức lương 8 triệu euro mỗi mùa.
Donnarumma có trận ra mắt Paris Saint-Germain trong chiến thắng 4–0 trước Clermont vào ngày 11 tháng 9 năm 2021. Anh ra mắt UEFA Champions League trong chiến thắng 2–0 trước Manchester City vào ngày 28 tháng 9. Vào ngày 3 tháng 11, Donnarumma đã cản phá thành công quả penalty đầu tiên của anh từ khi khoác áo Paris Saint-Germain để giúp đội bóng có trận hòa 2–2 trước RB Leipzig.
Vào ngày 29 tháng 11 năm 2021, Donnarumma đã giành được Giải thưởng Yashin, được trao cho thủ môn có thành tích tốt nhất trong năm.

## Sự nghiệp quốc tế

### Đội tuyển trẻ
Donnarumma là thủ môn bắt chính cả năm trận đấu của đội tuyển U-17 Ý tham gia Giải vô địch bóng đá U-17 châu Âu 2015. U-17 Ý bị loại ở tứ kết sau trận thua 3-0 trước U-17 Pháp và sau đó mất luôn cả suất dự Giải vô địch bóng đá U-17 thế giới 2015 sau trận thua trước U-17 Croatia.
Ngày 5 tháng 11 năm 2015, anh lần đầu tiên được triệu tập vào đội tuyển U-21 Ý. Ngày 24 tháng 3 năm 2016, anh là cầu thủ trẻ nhất có trận ra mắt cho đội tuyển U-21 Ý, phá vỡ kỷ lục cũ của Federico Bonazzoli, trong chiến thắng 4–1 trước U-21 Cộng hòa Ireland.

### Đội tuyển quốc gia
Ngày 31 tháng 8 năm 2016, Donnarumma lần đầu tiên được triệu tập vào đội tuyển bóng đá quốc gia Ý cho trận đấu giao hữu với đội tuyển Pháp và trận đấu tại vòng loại World Cup 2018 với Israel. Anh là cầu thủ trẻ nhất được triệu tập vào đội tuyển từ năm 1911, ở 17 tuổi và 6 tháng. Ngày 1 tháng 9, sau khi vào sân thay cho Gianluigi Buffon trong trận đấu với đội tuyển Pháp, Donnarumma chính thức xác lập kỷ lục là thủ môn trẻ nhất ra sân cho đội tuyển Ý, ở 17 tuổi và 189 ngày. Sau đó anh tiếp tục trở thành thủ môn trẻ nhất bắt chính cho đội tuyển Ý (18 tuổi và 31 ngày) trong trận đấu với Hà Lan vào ngày 28 tháng 3 năm 2017.
Năm 2021, anh cùng đội tuyển Ý giành chức vô địch UEFA Euro 2020 (giải đấu được tổ chức lùi lại một năm do đại dịch Covid 19) lần thứ hai trong lịch sử sau khi vượt qua đội tuyển Anh ở trận chung kết và đồng thời giành danh hiệu Cầu thủ xuất sắc nhất giải đấu, song anh và các đồng đội lại không thể vào vòng chung kết FIFA World Cup 2022. Bên cạnh đó, thất bại bạc nhược 3–0 trước đội tuyển Argentina tại Finalissima 2022 cũng khiến anh và các đồng đội chỉ giành ngôi á quân. Anh cùng với các đồng đội cũng có hai lần giành hạng ba tại UEFA Nations League.
Tháng 6 năm 2024, Donnarumma có tên trong danh sách tham dự UEFA Euro 2024 và bắt chính toàn bộ các trận đấu, song đội tuyển Ý phải dừng bước ở vòng 16 đội khi để thua bạc nhược trước Thụy Sĩ với tỷ số 2–0, qua đó họ không thể bảo vệ được chiếc cúp vô địch.

## Gia đình
Anh trai của Donnarumma, Antonio, cũng là một thủ môn và từng thi đấu cho Genoa. Anh này từng là cựu cầu thủ của AC Milan.

## Thống kê sự nghiệp

### Câu lạc bộ
Tính đến 13 tháng 7 năm 2025
| Câu lạc bộ          | Mùa giải            | Giải đấu            | Giải đấu | Giải đấu | Cúp quốc gia | Cúp quốc gia | Cúp liên đoàn | Cúp liên đoàn | Châu Âu | Châu Âu | Khác | Khác | Tổng cộng | Tổng cộng |
| Câu lạc bộ          | Mùa giải            | Hạng đấu            | Trận     | Bàn      | Trận         | Bàn          | Trận          | Bàn           | Trận    | Bàn     | Trận | Bàn  | Trận      | Bàn       |
| ------------------- | ------------------- | ------------------- | -------- | -------- | ------------ | ------------ | ------------- | ------------- | ------- | ------- | ---- | ---- | --------- | --------- |
| Milan               | 2015–16             | Serie A             | 30       | 0        | 1            | 0            | —             | —             | —       | —       | —    | —    | 31        | 0         |
| Milan               | 2016–17             | Serie A             | 38       | 0        | 2            | 0            | —             | —             | —       | —       | 1    | 0    | 41        | 0         |
| Milan               | 2017–18             | Serie A             | 38       | 0        | 4            | 0            | —             | —             | 11      | 0       | —    | —    | 53        | 0         |
| Milan               | 2018–19             | Serie A             | 36       | 0        | 2            | 0            | —             | —             | 0       | 0       | 1    | 0    | 39        | 0         |
| Milan               | 2019–20             | Serie A             | 36       | 0        | 3            | 0            | —             | —             | —       | —       | —    | —    | 39        | 0         |
| Milan               | 2020–21             | Serie A             | 37       | 0        | 0            | 0            | —             | —             | 11      | 0       | —    | —    | 48        | 0         |
| Milan               | Tổng cộng           | Tổng cộng           | 215      | 0        | 12           | 0            | —             | —             | 22      | 0       | 2    | 0    | 251       | 0         |
| Paris Saint-Germain | 2021–22             | Ligue 1             | 17       | 0        | 2            | 0            | —             | —             | 5       | 0       | 0    | 0    | 24        | 0         |
| Paris Saint-Germain | 2022–23             | Ligue 1             | 38       | 0        | 1            | 0            | —             | —             | 8       | 0       | 1    | 0    | 48        | 0         |
| Paris Saint-Germain | 2023–24             | Ligue 1             | 25       | 0        | 4            | 0            | —             | —             | 12      | 0       | 1    | 0    | 42        | 0         |
| Paris Saint-Germain | 2024–25             | Ligue 1             | 24       | 0        | 0            | 0            | —             | —             | 15      | 0       | 8    | 0    | 47        | 0         |
| Paris Saint-Germain | Tổng cộng           | Tổng cộng           | 104      | 0        | 7            | 0            | —             | —             | 40      | 0       | 10   | 0    | 161       | 0         |
| Manchester City     | 2025–26             | Premier League      | 0        | 0        | 0            | 0            | 0             | 0             | 0       | 0       | 0    | 0    | 0         | 0         |
| Tổng cộng sự nghiệp | Tổng cộng sự nghiệp | Tổng cộng sự nghiệp | 319      | 0        | 19           | 0            | 0             | 0             | 62      | 0       | 12   | 0    | 412       | 0         |

1. ↑  Bao gồm Coppa Italia, Coupe de France, FA Cup
2. ↑  Bao gồm EFL Cup
3. 1 2  Số lần ra sân tại Supercoppa Italiana
4. 1 2  Số lần ra sân tại UEFA Europa League
5. 1 2 3 4  Số lần ra sân tại UEFA Champions League
6. 1 2  Số lần ra sân tại Trophée des Champions
7. ↑  Một lần ra sân tại Trophée des Champions, bảy lần ra sân tại FIFA Club World Cup

### Quốc tế
Tính đến 9 tháng 6 năm 2025
| Đội tuyển quốc gia | Năm       | Trận | Bàn |
| ------------------ | --------- | ---- | --- |
| Ý                  |           |      |     |
| 2016               | 2         | 0    |     |
| 2017               | 2         | 0    |     |
| 2018               | 7         | 0    |     |
| 2019               | 5         | 0    |     |
| 2020               | 6         | 0    |     |
| 2021               | 18        | 0    |     |
| 2022               | 10        | 0    |     |
| 2023               | 10        | 0    |     |
| 2024               | 10        | 0    |     |
| 2025               | 4         | 0    |     |
| Tổng cộng          | Tổng cộng | 74   | 0   |

## Danh hiệu
AC Milan
- Supercoppa Italiana: 2016

Paris Saint Germain
- Ligue 1: 2021–22, 2022–23, 2023–24,[49] 2024–25[50]
- Coupe de France: 2023–24,[51] 2024–25[52]
- Trophée des Champions: 2022, 2023, 2024
- UEFA Champions League: 2024–25[53]
- FIFA Club World Cup á quân: 2025[54]

Ý
- UEFA European Championship: 2020
- UEFA Nations League hạng ba: 2020–21, 2022–23